# EastSiders
EastSiders es una serie web estadounidense de comedia negra creada por Kit Williamson. La serie se estrenó en YouTube el 14 de diciembre de 2012 y comenzó a transmitirse a través del sitio web de Logo TV el 23 de abril de 2013. Ambientada en Silver Lake, Los Ángeles, la serie sigue a la pareja Thom (Van Hansis) y Cal (Williamson) mientras luchan contra la infidelidad y el abuso de sustancias. También explora la relación entre Kathy (Constance Wu), la mejor amiga de Cal, y su novio Ian (John Halbach) cuando llegan a su sexto aniversario, lo que la convierte en la relación más larga de Kathy.
Los dos primeros episodios de la primera temporada se estrenaron en YouTube y los siete episodios posteriores fueron financiados mediante una campaña de Kickstarter. El 2 de abril de 2013, se anunció que la serie se retiró de YouTube para su distribución a través del sitio web de Logo TV, y el resto de la temporada se estrenó el 23 de abril de 2013. La segunda temporada se estrenó el 15 de septiembre de 2015 a través del servicio on demand de Vimeo . La serie más tarde fue vendida a Netflix, y la tercera temporada se estrenó el 28 de noviembre de 2017
La cuarta y última temporada se estrenó el 1 de diciembre de 2019.
Desde su lanzamiento, la serie ha recibido numerosos elogios, incluidos dos premios Indie Series y varias nominaciones a los premios Daytime Emmy.

## Resumen de la serie
En Silver Lake, Los Ángeles, Cal (Kit Williamson) se entera de que Thom (Van Hansis), su novio de cuatro años, lo ha estado engañando con Jeremy (Matthew McKelligon). Aunque molesto, Cal decide que no quiere terminar la relación. Sin embargo, Cal también lo engaña con Jeremy. Aunque tiene la intención de contarle a Thom sobre el asunto, no lo hace. Al mismo tiempo, la mejor amiga de Cal, Kathy (Constance Wu) y su novio Ian (John Halbach) llegan a su sexto aniversario juntos, marcando esta relación como la más larga de Kathy pero la más corta de Ian.

## Elenco

### Elenco principal
- Van Hansis como Thom: un aspirante a escritor y novio de Cal durante cuatro años, quien engaña a Cal con Jeremy, pero se arrepiente y termina su aventura en el episodio uno.
- Kit Williamson como Cal, un aspirante a fotógrafo y novio de Thom desde hace cuatro años. Trabaja en una galería de arte, que suele estar vacía. Después de enterarse de la aventura de Thom, decide no terminar la relación. Aunque admite que nunca volverá a confiar en Thom, lo acepta.
- Constance Wu como Kathy, la mejor amiga de Cal que vive al lado de Cal y Thom. Ella y Cal fueron juntos a la universidad. Hace mucho que desconfía de Thom. Sus relaciones son de corta duración y su relación de seis meses con Ian es la más duradera que ha tenido.
- Matthew McKelligon como Jeremy, con quien Thom y Cal son infieles mutuamente. Aunque no está seguro de lo que quiere de sus relaciones con ambos hombres, Jeremy se molesta porque ni Thom ni Cal desean seguir viéndolo o hablando con él. Finalmente, se arrepiente de sus acciones y se disculpa con ambos. Después de que la relación de Thom y Cal se desmorona, comienza una relación con Thom, solo para darse cuenta de que no es lo que él quería.
- John Halbach como Ian, arquitecto paisajista y novio de Kathy durante seis meses. Ella lo describe como un «hipster», un tipo genuino y agradable del vecindario.
- Brianna Brown como Hillary: la hermana emocionalmente inestable de Cal (a partir de la temporada 2).

### Actores invitados
- Brea Grant como Bri: la hermana lesbiana de Jeremy, que ha estado con su pareja Vi durante ocho años y está criando hijos. Grant dijo de Bri, ella «tiene la cabeza bien puesta y ha tomado buenas decisiones (a diferencia de algunos de los otros personajes del programa)».[6]
- Sean Maher como Paul, propietario de la galería de arte y jefe de Cal que se interesa sexualmente por Cal, a pesar de estar casado durante diez años. Él mismo había sido antes un artista y la galería de arte es en realidad su antiguo espacio de trabajo. Paul le aclara a Cal que debe considerar su contratación como un «patrocinio artístico». El actor Maher dijo que, originalmente, el papel estaba destinado a aparecer en un solo episodio, pero que luego se amplió a más capítulos.[7]
- Traci Lords como Valerie, la madre divorciada de Cal, quien vive en Phoenix. Pasa la mayor parte de su reunión para almorzar con Cal y Thom, bebiendo y pidiendo ginebras. Más tarde se conoce que estuvo «asaltando el minibar» del apartamento. Ella dice que se sentiría devastada si Cal y Thom terminaran su relación, e incluso sugiere que se casen.
- David Blue como David.
- Stephen Guarino como Quincy, un promotor de fiestas gay que es un miembro del grupo de amigos.
- Willam Belli como Douglas/Gomorrah Ray, una aspirante a drag queen y portera que despierta el interés amoroso de Quincy (a partir de la temporada 2).
- Jake Choi como Clifford (temporada 4)
- Aaron Marcotte como Billy (temporada 4)

## Episodios
Los dos primeros episodios se lanzaron a través de YouTube el 14 de diciembre de 2012, y el 21 de diciembre de 2012. El 2 de abril de 2013, Logo TV anunció que había adquirido los derechos para transmitir la serie. Los dos primeros episodios se publicaron en el sitio web de la cadena el 19 de abril de 2013, y los episodios restantes comenzaron un programa de estrenos semanales, a partir del 22 de abril de 2013. Wolfe Video adquirió los derechos digitales y de DVD para todo el mundo del capítulo piloto (largometraje) de la primera temporada, el 15 de enero de 2014. Fue lanzado en DVD y descarga digital el 12 de agosto de 2014. También estuvo disponible a través de iTunes.
La segunda serie se estrenó el 15 de septiembre de 2015 con el lanzamiento simultáneo de sus primeros tres episodios en el servicio a pedido de Vimeo. En ese momento la serie se lanzaría exclusivamente a través de Vimeo hasta el 3 de octubre de 2015, fecha en la que se lanzaría en otras plataformas digitales y en DVD.

## Producción
Después de que se emitieron los dos episodios iniciales, los siete restantes se financiaron mediante micromecenazgo a través de Kickstarter. La campaña comenzó el 7 de enero de 2013 y alcanzó su meta de USD 15 000 cuatro días después, el 11 de enero de 2013. La campaña se cerró el 6 de febrero de 2013 con USD 25 785 recaudados. La serie lanzó una segunda campaña de Kickstarter para financiar la segunda temporada el 14 de abril de 2014, con una meta de USD 125 000; la campaña se cerró el 19 de mayo de 2014, con USD 153 170 recaudados.
La serie está filmada en locaciones de Silver Lake, Los Ángeles.

## Recepción
Después del lanzamiento de los dos primeros episodios, The Daily Dot describió la serie como «encantadora, bien escrita y bien interpretada», elogiando específicamente a Guarino y Wu, y pronosticando que el futuro de la serie era «prometedor». <i id="mwoA">Next Magazine</i> también consideró que los dos primeros episodios fueron «de primera categoría», especialmente porque señaló que "el grupo demográfico que describe [la vida de hombres jóvenes gais] aún no está representado en lo que respecta a series bien producidas», por lo que recomendó apoyar mediante Kickstarter el recaudo de fondos para la primera temporada. IndieWire recomendó la serie, porque estaba «dando a Logo el tipo de sitcom que debían tener al aire». NewMediaRockstars sintió que la primera temporada cumplió satisfactoriamente las expectativas porque los fanáticos «estaban ansiosos por una serie de calidad que retratara relaciones LGBT realistas sin hacer de la orientación sexual la característica definitoria de los personajes».

## Premios y nominaciones
La primera temporada fue nominada para un premio Satellite 2013 en la categoría programa original de formato corto. LA Weekly le otorgó a la serie un premio Web 2013 a la Mejor Serie Dramática Web. Ganó el Indie Series Award 2013 al Mejor Elenco y fue nominado en otras cinco categorías. En 2016, EastSiders recibió una nominación al premio Daytime Emmy a la Mejor Serie de Drama Diurno Digital, y Hansis fue nominado como Actor Destacado en una Serie de Drama Diurno Digital por su papel de Thom. La serie también recibió diez nominaciones a los premios Indie Series Award en 2016, incluida la Mejor Serie Dramática Web, y ganó en la categoría Mejor Elenco Dramático.
| Año  | Premio                                 | Categoría                                                       | Nominado(s) | Resultado | Ref.          |
| ---- | -------------------------------------- | --------------------------------------------------------------- | --- | --------- | ------------- |
| 2014 | 5th Indie Series Awards                | Best Directing – Drama                                          | Kit Williamson |           | [ 36 ] [ 37 ] |
| 2014 | 5th Indie Series Awards                | Best Lead Actor – Drama                                         | Van Hansis como Thom |           |               |
| 2014 | 5th Indie Series Awards                | Best Supporting Actor – Drama                                   | Matthew McKelligon como Jeremy |           |               |
| 2014 | 5th Indie Series Awards                | Best Supporting Actress – Drama                                 | Constance Wu como Kathy |           |               |
| 2014 | 5th Indie Series Awards                | Best Ensemble – Drama                                           | |           | [ 30 ] [ 38 ] |
| 2014 | 5th Indie Series Awards                | Best Guest Star – Drama                                         | Traci Lords como Val |           |               |
| 2016 | 43rd Daytime Creative Arts Emmy Awards | Outstanding Digital Daytime Drama Series                        | Kit Williamson, John Halbach, Chrissy Dodson, Laura Roeder, Inuka Bacote, Neal Baer, Kalvin Brewer-Yu, Jim Klever-Weis, Jake Weinraub, Beth Wheatley                     |           | [ 32 ] [ 33 ] |
| 2016 | 43rd Daytime Creative Arts Emmy Awards | Outstanding Actor in a Digital Daytime Drama Series             | Van Hansis como Thom |           |               |
| 2016 | 7th Indie Series Awards                | Best Web Series — Drama                                         | |           | [ 34 ]        |
| 2016 | 7th Indie Series Awards                | Best Writing — Drama                                            | Kit Williamson |           |               |
| 2016 | 7th Indie Series Awards                | Best Lead Actor — Drama                                         | Van Hansis como Thom |           |               |
| 2016 | 7th Indie Series Awards                | Best Lead Actor — Drama                                         | Kit Williamson como Cal |           |               |
| 2016 | 7th Indie Series Awards                | Best Lead Actress — Drama                                       | Brianna Brown como Hillary |           |               |
| 2016 | 7th Indie Series Awards                | Best Supporting Actor — Drama                                   | Stephen Guarino como Quincy |           |               |
| 2016 | 7th Indie Series Awards                | Best Guest Actor — Drama                                        | Willam Belli como Douglas/Gomorrah Ray |           |               |
| 2016 | 7th Indie Series Awards                | Best Guest Actress — Drama                                      | Constance Wu como Kathy |           |               |
| 2016 | 7th Indie Series Awards                | Best Ensemble — Drama                                           | |           | [ 35 ]        |
| 2016 | 7th Indie Series Awards                | Best Editing                                                    | Larissa Brantner James y Kris Fitzgerald |           |               |
| 2018 | 45th Daytime Creative Arts Emmy Awards | Outstanding Digital Daytime Drama Series                        | Kit Williamson, John Halbach, Larissa James, Jen Sarabok, Michael Saripkin, Van Hansis, Aydrian J. Howard, Susen McBeth, Jeff Sarabock, Inuka Bacote-Capiga, Brea Grant  |           | [ 39 ]        |
| 2018 | 45th Daytime Creative Arts Emmy Awards | Outstanding Lead Actor in a Digital Daytime Drama Series        | Van Hansis como Thom |           | [ 39 ]        |
| 2018 | 45th Daytime Creative Arts Emmy Awards | Outstanding Supporting Actor in a Digital Daytime Drama Series  | Stephen Guarino como Quincy |           | [ 39 ]        |
| 2018 | 45th Daytime Creative Arts Emmy Awards | Outstanding Supporting Actor in a Digital Daytime Drama Series  | John Halbach como Ian |           | [ 39 ]        |
| 2018 | 45th Daytime Creative Arts Emmy Awards | Outstanding Writing in a Digital Drama Series                   | Kit Williamson |           | [ 39 ]        |
| 2018 | 45th Daytime Creative Arts Emmy Awards | Outstanding Directing in a Digital Drama Series                 | Kit Williamson |           | [ 39 ]        |
| 2020 | 47th Daytime Emmy Awards               | Outstanding Digital Daytime Drama Series                        | Kit Williamson, Larissa James, Inuka Bacote-Capiga, Austin Robert Bales, Thomas Lee Bottom, Aydrian J. Howard, Jeff Sarabock, Jen Sarabok, Rhet Topham, Delton Valentine |           | [ 40 ]        |
| 2020 | 47th Daytime Emmy Awards               | Outstanding Supporting Actor for a Digital Daytime Drama Series | Willam Belli como Douglas/Gomorrah Ray |           | [ 40 ]        |
| 2020 | 47th Daytime Emmy Awards               | Outstanding Supporting Actor for a Digital Daytime Drama Series | Leith M. Burke como Derrick |           | [ 40 ]        |
| 2020 | 47th Daytime Emmy Awards               | Outstanding Guest Performer for a Digital Daytime Drama Series  | Lin Shaye como Diane |           | [ 40 ]        |
| 2020 | 47th Daytime Emmy Awards               | Outstanding Writing for a Digital Drama Series                  | Kit Williamson |           | [ 40 ]        |
| 2020 | 47th Daytime Emmy Awards               | Outstanding Casting for a Drama or Digital Drama Series         | Paul Ruddy |           |               |
| 2020 | 47th Daytime Emmy Awards               | Outstanding Costume Design for a Drama or Digital Drama Series  | Trevor Dow |           |               |
| 2020 | 47th Daytime Emmy Awards               | Outstanding Makeup                                              | Mary Chip, Robert Hensley, Willam Belli |           |               |